# Miguel Lloyd
Miguel Starling Lloyd Troncoso (La Romana, 23 ottobre 1982) è un calciatore dominicano, portiere del Cibao.

## Carriera

### Club
Cominiciò la carriera in patria prima di passare agli argentini di Talleres e Racing Club. Successivamente tornò in Repubblica Dominicana per giocare con il Barcelona Atlético, con quale si laureò campione nazionale nel 2007. Dopo due anni si trasferì al W Connection, in Trinidad e Tobago. Con la squadra trinidadiana conquistò il Campionato per club CFU del 2009. Terminata l'avventura in Trinidad e Tobago si trasferì ai panamensi dell'Árabe Unido, con cui fu quattro volte campione nazionale. Nel 2019 torna nella Repubblica Dominicana per giocare con il Cibao, con cui vince i campionati nazionali 2021 e 2022.

### Nazionale
Esordì in nazionale il 19 marzo 2004 in una partita contro Anguilla valida per le qualificazioni al campionato mondiale di calcio 2006.
Nel 2025 ha partecipato alla CONCACAF Gold Cup.

## Statistiche

### Presenze e reti nei club
Statistiche aggiornate al 15 novembre 2022.
| Stagione                  | Squadra                   | Campionato                | Campionato | Campionato | Coppe nazionali | Coppe nazionali | Coppe nazionali | Coppe continentali | Coppe continentali | Coppe continentali | Altre coppe | Altre coppe | Altre coppe | Totale | Totale |
| Stagione                  | Squadra                   | Comp.                     | Pres.      | Reti       | Comp.           | Pres.           | Reti            | Comp.              | Pres.              | Reti               | Comp.       | Pres.       | Reti        | Pres.  | Reti   |
| ------------------------- | ------------------------- | ------------------------- | ---------- | ---------- | --------------- | --------------- | --------------- | ------------------ | ------------------ | ------------------ | ----------- | ----------- | ----------- | ------ | ------ |
| 2003-2004                 | San Cristóbal             | PD                        | ?          | ?          | -               | -               | -               | -                  | -                  | -                  | -           | -           | -           | ?      | ?      |
| 2004-gen. 2005            | San Cristóbal             | PD                        | ?          | ?          | -               | -               | -               | -                  | -                  | -                  | -           | -           | -           | ?      | ?      |
| Totale CA San Cristóbal   | Totale CA San Cristóbal   | Totale CA San Cristóbal   | ?          | ?          |                 | -               | -               |                    | -                  | -                  |             | -           | -           | ?      | ?      |
| gen.-lug. 2005            | Talleres (C)              | BN                        | 0          | 0          | -               | -               | -               | -                  | -                  | -                  | -           | -           | -           | 0      | 0      |
| 2005-gen. 2006            | Racing Club               | PD                        | 0          | 0          | -               | -               | -               | -                  | -                  | -                  | -           | -           | -           | 0      | 0      |
| 2006                      | Barcelona Atlético        | -                         | -          | -          | -               | -               | -               | -                  | -                  | -                  | -           | -           | -           | -      | -      |
| 2007                      | Barcelona Atlético        | PD                        | ?          | ?          | -               | -               | -               | -                  | -                  | -                  | -           | -           | -           | ?      | ?      |
| 2008                      | Barcelona Atlético        | -                         | -          | -          | -               | -               | -               | -                  | -                  | -                  | -           | -           | -           | -      | -      |
| Totale Barcelona Atlético | Totale Barcelona Atlético | Totale Barcelona Atlético | ?          | ?          |                 | -               | -               |                    | -                  | -                  |             | -           | -           | ?      | ?      |
| 2008                      | W Connection              | TPL                       | ?          | ?          | CT+CdL          | ?               | ?               | -                  | -                  | -                  | -           | -           | -           | ?      | ?      |
| 2009                      | W Connection              | TPL                       | ?          | ?          | CT+CdL          | ?               | ?               | CCC                | 2                  | 0                  | -           | -           | -           | 2+     | ?      |
| 2010-2011                 | W Connection              | TPL                       | ?          | ?          | CT+CdL          | ?               | ?               | -                  | -                  | -                  | -           | -           | -           | ?      | ?      |
| Totale W Connection       | Totale W Connection       | Totale W Connection       | ?          | ?          |                 | ?               | ?               |                    | 2                  | 0                  |             | -           | -           | 2+     | ?      |
| 2011-12                   | Árabe Unido               | PD                        | ?          | ?          | -               | -               | -               | -                  | -                  | -                  | -           | -           | -           | ?      | ?      |
| 2012-2013                 | Árabe Unido               | PD                        | 32+4       | -34 + -3   | -               | -               | -               | -                  | -                  | -                  | -           | -           | -           | 36     | -37    |
| 2013-2014                 | Árabe Unido               | PD                        | 25+2       | -17 + -4   | -               | -               | -               | CCL                | 5                  | -3                 | -           | -           | -           | 32     | -24    |
| 2014-2015                 | Árabe Unido               | PD                        | 29+3       | -28 + -2   | -               | -               | -               | -                  | -                  | -                  | -           | -           | -           | 32     | -30    |
| 2015-2016                 | Árabe Unido               | PD                        | 35+5       | -30 + -6   | -               | -               | -               | CCL                | 4                  | -4                 | -           | -           | -           | 44     | -40    |
| 2016-2017                 | Árabe Unido               | PD                        | 33+6       | -36 + -5   | -               | -               | -               | CCL                | 6                  | -10                | -           | -           | -           | 45     | -51    |
| 2017-2018                 | Árabe Unido               | PD                        | 30+5       | -22 + -10  | -               | -               | -               | CL                 | 6                  | -3                 | -           | -           | -           | 41     | -35    |
| 2018-gen. 2019            | Árabe Unido               | PD                        | 14+1       | -12 + -1   | -               | -               | -               | CL                 | 6                  | -5                 | -           | -           | -           | 21     | -18    |
| Totale Árabe Unido        | Totale Árabe Unido        | Totale Árabe Unido        | 224+       | -210+      |                 | -               | -               |                    | 27                 | -25                |             | -           | -           | 251+   | -235+  |
| 2019                      | Cibao                     | PD                        | ?          | ?          | -               | -               | -               | -                  | -                  | -                  | -           | -           | -           | ?      | ?      |
| 2020                      | Cibao                     | PD                        | 5+2        | -4 + -3    | -               | -               | -               | CCC+CL             | 2+0                | -1 + 0             | -           | -           | -           | 9      | -8     |
| 2021                      | Cibao                     | PD                        | 15+13      | -7 + -10   | -               | -               | -               | -                  | -                  | -                  | -           | -           | -           | 28     | -17    |
| 2022                      | Cibao                     | PD                        | 14+11      | -14 + -12  | -               | -               | -               | CCC+CL             | 3+2                | 0 + -3             | -           | -           | -           | 30     | -26    |
| Totale Cibao              | Totale Cibao              | Totale Cibao              | 60+        | -50+       |                 | -               | -               |                    | 7                  | -4                 |             | -           | -           | 67+    | -54+   |
| Totale carriera           | Totale carriera           | Totale carriera           | 284+       | -260+      |                 | ?               | ?               |                    | 36                 | -29                |             | -           | -           | 320+   | -289+  |

### Cronologia presenze e reti in nazionale
| Cronologia completa delle presenze e delle reti in nazionale ― Rep. Dominicana | Cronologia completa delle presenze e delle reti in nazionale ― Rep. Dominicana | Cronologia completa delle presenze e delle reti in nazionale ― Rep. Dominicana | Cronologia completa delle presenze e delle reti in nazionale ― Rep. Dominicana | Cronologia completa delle presenze e delle reti in nazionale ― Rep. Dominicana | Cronologia completa delle presenze e delle reti in nazionale ― Rep. Dominicana | Cronologia completa delle presenze e delle reti in nazionale ― Rep. Dominicana | Cronologia completa delle presenze e delle reti in nazionale ― Rep. Dominicana |
| Data                                                                           | Città                                                                          | In casa                                                                        | Risultato                                                                      | Ospiti                                                                         | Competizione                                                                   | Reti                                                                           | Note                                                                           |
| ------------------------------------------------------------------------------ | ------------------------------------------------------------------------------ | ------------------------------------------------------------------------------ | ------------------------------------------------------------------------------ | ------------------------------------------------------------------------------ | ------------------------------------------------------------------------------ | ------------------------------------------------------------------------------ | ------------------------------------------------------------------------------ |
| 19-3-2004                                                                      | Santo Domingo                                                                  | Rep. Dominicana                                                                | 0 – 0                                                                          | Anguilla                                                                       | Qual. Mondiali 2006                                                            | -                                                                              |                                                                                |
| 21-3-2004                                                                      | Santo Domingo                                                                  | Anguilla                                                                       | 0 – 6                                                                          | Rep. Dominicana                                                                | Qual. Mondiali 2006                                                            | -                                                                              |                                                                                |
| 17-9-2006                                                                      | Port-au-Prince                                                                 | Haiti                                                                          | 2 – 1                                                                          | Rep. Dominicana                                                                | Amichevole                                                                     | -2                                                                             |                                                                                |
| 24-11-2006                                                                     | Georgetown                                                                     | Rep. Dominicana                                                                | 0 – 3                                                                          | Guadalupa                                                                      | Qual. Coppa dei Caraibi 2007                                                   | -3                                                                             |                                                                                |
| 26-11-2006                                                                     | Georgetown                                                                     | Antigua e Barbuda                                                              | 0 – 2                                                                          | Rep. Dominicana                                                                | Qual. Coppa dei Caraibi 2007                                                   | -                                                                              |                                                                                |
| 28-11-2006                                                                     | Georgetown                                                                     | Guyana                                                                         | 4 – 0                                                                          | Rep. Dominicana                                                                | Qual. Coppa dei Caraibi 2007                                                   | -4                                                                             |                                                                                |
| 27-2-2008                                                                      | David                                                                          | Rep. Dominicana                                                                | 1 – 2                                                                          | Haiti                                                                          | Amichevole                                                                     | -2                                                                             |                                                                                |
| 26-3-2008                                                                      | Bayamón                                                                        | Porto Rico                                                                     | 1 – 0                                                                          | Rep. Dominicana                                                                | Qual. Mondiali 2010                                                            | -1                                                                             |                                                                                |
| 8-10-2008                                                                      | Port of Spain                                                                  | Trinidad e Tobago                                                              | 9 – 0                                                                          | Rep. Dominicana                                                                | Amichevole                                                                     | -3                                                                             | 39’                                                                            |
| 8-7-2011                                                                       | San Cristóbal                                                                  | Anguilla                                                                       | 0 – 2                                                                          | Rep. Dominicana                                                                | Qual. Mondiali 2014                                                            | -                                                                              |                                                                                |
| 10-7-2011                                                                      | San Cristóbal                                                                  | Rep. Dominicana                                                                | 4 – 0                                                                          | Anguilla                                                                       | Qual. Mondiali 2014                                                            | -                                                                              |                                                                                |
| 19-8-2011                                                                      | San Cristóbal                                                                  | Rep. Dominicana                                                                | 1 – 0                                                                          | Curaçao                                                                        | Amichevole                                                                     | -                                                                              |                                                                                |
| 2-9-2011                                                                       | San Salvador                                                                   | El Salvador                                                                    | 3 – 2                                                                          | Rep. Dominicana                                                                | Qual. Mondiali 2014                                                            | -3                                                                             |                                                                                |
| 6-9-2011                                                                       | San Cristóbal                                                                  | Rep. Dominicana                                                                | 1 – 1                                                                          | Suriname                                                                       | Qual. Mondiali 2014                                                            | -1                                                                             |                                                                                |
| 7-10-2011                                                                      | San Cristóbal                                                                  | Rep. Dominicana                                                                | 1 – 2                                                                          | El Salvador                                                                    | Qual. Mondiali 2014                                                            | -2                                                                             |                                                                                |
| 11-10-2011                                                                     | Paramaribo                                                                     | Suriname                                                                       | 1 – 3                                                                          | Rep. Dominicana                                                                | Qual. Mondiali 2014                                                            | -1                                                                             |                                                                                |
| 7-10-2011                                                                      | San Cristóbal                                                                  | Rep. Dominicana                                                                | 4 – 0                                                                          | Isole Cayman                                                                   | Qual. Mondiali 2014                                                            | -                                                                              |                                                                                |
| 7-12-2012                                                                      | Saint John's                                                                   | Antigua e Barbuda                                                              | 1 – 2                                                                          | Rep. Dominicana                                                                | Coppa dei Caraibi 2012                                                         | -1                                                                             |                                                                                |
| 9-12-2012                                                                      | Saint John's                                                                   | Rep. Dominicana                                                                | 1 – 2                                                                          | Haiti                                                                          | Coppa dei Caraibi 2012                                                         | -2                                                                             |                                                                                |
| 11-12-2012                                                                     | Saint John's                                                                   | Trinidad e Tobago                                                              | 2 – 1                                                                          | Rep. Dominicana                                                                | Coppa dei Caraibi 2012                                                         | -2                                                                             |                                                                                |
| 14-8-2013                                                                      | Santo Domingo                                                                  | Rep. Dominicana                                                                | 0 – 4                                                                          | Costa Rica                                                                     | Amichevole                                                                     | -4                                                                             |                                                                                |
| 5-9-2014                                                                       | Saint John's                                                                   | Antigua e Barbuda                                                              | 2 – 1                                                                          | Rep. Dominicana                                                                | Qual. Coppa dei Caraibi 2014                                                   | -2                                                                             |                                                                                |
| 7-9-2014                                                                       | Saint John's                                                                   | Anguilla                                                                       | 0 – 10                                                                         | Rep. Dominicana                                                                | Qual. Coppa dei Caraibi 2014                                                   | -                                                                              |                                                                                |
| 8-10-2014                                                                      | Couva                                                                          | Trinidad e Tobago                                                              | 6 – 1                                                                          | Rep. Dominicana                                                                | Qual. Coppa dei Caraibi 2014                                                   | -6                                                                             |                                                                                |
| 25-3-2015                                                                      | Santiago                                                                       | Rep. Dominicana                                                                | 0 – 3                                                                          | Cuba                                                                           | Amichevole                                                                     | -3                                                                             |                                                                                |
| 26-3-2016                                                                      | Willemstad                                                                     | Curaçao                                                                        | 2 – 1                                                                          | Rep. Dominicana                                                                | Qual. Coppa dei Caraibi 2017                                                   | -2                                                                             |                                                                                |
| 29-3-2016                                                                      | Santo Domingo                                                                  | Rep. Dominicana                                                                | 2 – 0                                                                          | Barbados                                                                       | Qual. Coppa dei Caraibi 2017                                                   | -                                                                              |                                                                                |
| 4-6-2016                                                                       | Devonshire                                                                     | Bermuda                                                                        | 0 – 1                                                                          | Rep. Dominicana                                                                | Qual. Coppa dei Caraibi 2017                                                   | -                                                                              |                                                                                |
| 7-6-2016                                                                       | Santo Domingo                                                                  | Rep. Dominicana                                                                | 2 – 1                                                                          | Guyana francese                                                                | Qual. Coppa dei Caraibi 2017                                                   | -1                                                                             |                                                                                |
| 30-8-2016                                                                      | Bayamón                                                                        | Porto Rico                                                                     | 0 – 1                                                                          | Rep. Dominicana                                                                | Amichevole                                                                     | -                                                                              |                                                                                |
| 5-10-2016                                                                      | Couva                                                                          | Trinidad e Tobago                                                              | 4 – 0                                                                          | Rep. Dominicana                                                                | Qual. Coppa dei Caraibi 2017                                                   | -4                                                                             |                                                                                |
| 8-10-2016                                                                      | San Cristóbal                                                                  | Rep. Dominicana                                                                | 1 – 2                                                                          | Martinica                                                                      | Qual. Coppa dei Caraibi 2017                                                   | -2                                                                             |                                                                                |
| 8-11-2017                                                                      | Diriamba                                                                       | Nicaragua                                                                      | 0 – 3                                                                          | Rep. Dominicana                                                                | Amichevole                                                                     | -                                                                              |                                                                                |
| 11-11-2017                                                                     | San Cristóbal                                                                  | Rep. Dominicana                                                                | 1 – 0                                                                          | Nicaragua                                                                      | Amichevole                                                                     | -                                                                              |                                                                                |
| 22-3-2018                                                                      | Santo Domingo                                                                  | Rep. Dominicana                                                                | 4 – 0                                                                          | Turks e Caicos                                                                 | Amichevole                                                                     | -                                                                              |                                                                                |
| 25-3-2018                                                                      | Santiago                                                                       | Rep. Dominicana                                                                | 2 – 1                                                                          | Saint Kitts e Nevis                                                            | Amichevole                                                                     | -1                                                                             |                                                                                |
| 9-9-2018                                                                       | Willemstad                                                                     | Bonaire                                                                        | 0 – 5                                                                          | Rep. Dominicana                                                                | Qual. CONCACAF Nations League 2019-2020                                        | -                                                                              |                                                                                |
| 12-10-2018                                                                     | Santiago                                                                       | Rep. Dominicana                                                                | 3 – 0                                                                          | Isole Cayman                                                                   | Qual. CONCACAF Nations League 2019-2020                                        | -                                                                              |                                                                                |
| 17-11-2018                                                                     | L'Avana                                                                        | Cuba                                                                           | 1 – 0                                                                          | Rep. Dominicana                                                                | Qual. CONCACAF Nations League 2019-2020                                        | -1                                                                             |                                                                                |
| 16-2-2019                                                                      | Santiago                                                                       | Rep. Dominicana                                                                | 1 – 0                                                                          | Guadalupa                                                                      | Amichevole                                                                     | -                                                                              |                                                                                |
| 24-3-2019                                                                      | Santiago                                                                       | Rep. Dominicana                                                                | 1 – 3                                                                          | Bermuda                                                                        | Qual. CONCACAF Nations League 2019-2020                                        | -3                                                                             |                                                                                |
| 15-8-2019                                                                      | Santiago                                                                       | Rep. Dominicana                                                                | 0 – 0                                                                          | Guatemala                                                                      | Amichevole                                                                     | -                                                                              |                                                                                |
| 30-8-2019                                                                      | Riffa                                                                          | Rep. Dominicana                                                                | 0 – 4                                                                          | Emirati Arabi Uniti                                                            | Amichevole                                                                     | -4                                                                             |                                                                                |
| 10-9-2019                                                                      | Santo Domingo                                                                  | Rep. Dominicana                                                                | 1 – 0                                                                          | El Salvador                                                                    | CONCACAF Nations League 2019-2020 - 1° turno                                   | -                                                                              |                                                                                |
| 12-10-2019                                                                     | Santo Domingo                                                                  | Rep. Dominicana                                                                | 3 – 0                                                                          | Saint Lucia                                                                    | CONCACAF Nations League 2019-2020 - 1° turno                                   | -                                                                              |                                                                                |
| 15-10-2019                                                                     | Santo Domingo                                                                  | Rep. Dominicana                                                                | 0 – 0                                                                          | Montserrat                                                                     | CONCACAF Nations League 2019-2020 - 1° turno                                   | -                                                                              |                                                                                |
| 16-11-2019                                                                     | Gros Islet                                                                     | Saint Lucia                                                                    | 1 – 0                                                                          | Rep. Dominicana                                                                | CONCACAF Nations League 2019-2020 - 1° turno                                   | -1                                                                             |                                                                                |
| 19-11-2019                                                                     | San Salvador                                                                   | El Salvador                                                                    | 2 – 0                                                                          | Rep. Dominicana                                                                | CONCACAF Nations League 2019-2020 - 1° turno                                   | -2                                                                             |                                                                                |
| 21-11-2023                                                                     | Managua                                                                        | Nicaragua                                                                      | 0 – 0                                                                          | Rep. Dominicana                                                                | CONCACAF Nations League 2023-2024 - 1° turno                                   | -                                                                              |                                                                                |
| 23-3-2024                                                                      | Santiago de Los Caballeros                                                     | Rep. Dominicana                                                                | 2 – 0                                                                          | Aruba                                                                          | Amichevole                                                                     | -                                                                              | 69’                                                                            |
| 6-6-2024                                                                       | Kingston                                                                       | Giamaica                                                                       | 1 – 0                                                                          | Rep. Dominicana                                                                | Qual. Mondiali 2026                                                            | -1                                                                             |                                                                                |
| 11-6-2024                                                                      | San Cristobal                                                                  | Rep. Dominicana                                                                | 4 – 0                                                                          | Isole Vergini Britanniche                                                      | Qual. Mondiali 2026                                                            | -                                                                              |                                                                                |
| 7-6-2025                                                                       | Città del Guatemala                                                            | Guatemala                                                                      | 4 – 2                                                                          | Rep. Dominicana                                                                | Qual. Mondiali 2026                                                            | -4                                                                             |                                                                                |
| Totale                                                                         |                                                                                | Presenze                                                                       | 53                                                                             |                                                                                | Reti                                                                           | -68                                                                            |                                                                                |

## Palmarès

### Club

#### Competizioni nazionali
- Campionato dominicano: 3

Barcelona Atletico: 2007
Cibao: 2021, 2022
- Campionato panamense: 4

Árabe Unido: Apertura 2012, Clausura 2015, Apertura 2015, Apertura 2016

#### Competizioni internazionali
- Campionato per club CFU: 1

W Connection: 2009